# Ромеліо Салас
Ромеліо Салас Кайседо (ісп. Romelio Salas Caicedo; нар. 5 травня 1958) — колумбійський борець вільного та греко-римського стилів, Панамериканський чемпіон, бронзовий призер Боліваріанських ігор з вільної боротьби, учасник двох Олімпійських ігор.

## Життєпис
На літніх Олімпійських іграх 1984 року в Лос-Анджелесі Салас взяв участь у змаганнях з обох видів боротьби. У турнірі з греко-римської боротьби, яка буда його слабшою дисципліною, він зазнав двох поразок — від представника Єгипту Мохамеда Хамада і представника Югославії Кароля Касапа та вибув зі змагань. У турнірі з вільної боротьби Салас взяв реванш за поразку в греко-римській боротьбі в єгиптянина Мохамеда Хамада, який теж брав участь в обох видах змагань з боротьби, а потім програв представнику Фінляндії Пеккі Раухалі. У третьому турі змагань він зустрівся з чинним на той час чемпіоном світу американцем Дейвом Шульцем. Те, що послідувало, змінило майбутнє Саласа. Шульц поставив одну ногу, і під час тейкдауну натиснув на коліно Саласа, сильно травмувавши колумбійця. Шульц виграв матч і зрештою виграв золоту медаль Олімпіади. Салас переніс реконструктивну операцію на коліні, через що змушений був зробити довгу паузу в спортивній кар'єрі. Перед Олімпіадою 1992 року в Барселоні Салас тренувався з американськими олімпійцями, включаючи Джона Сміта, Майка Баумгарднера та Дейва Шульца, який завершив ігри Саласа 1984 року.
Тренування допомогли Саласу відібратися на Ігри, але він не впорався зі своїми нервами. На Олімпіаді він взяв участь у турнірі з вільної боротьби, але зазнав двох технічних поразок у перших двох раундах, що знищило його шанси на медаль.
Після Барселони Салас повернувся до Орегону, щоб тренувати та викладати у середній школі Тайгарда. Він був головним тренером «Тигрів» до 2002 року, а потім продовжив тренерську кар'єру як асистент тренера.

## Спортивні результати на міжнародних змаганнях

### Виступи на Олімпіадах
| Змагання                    | Збірна   | Вагова категорія                 | Місце |
| --------------------------- | -------- | -------------------------------- | ----- |
| Літні Олімпійські ігри 1984 | Колумбія | вільна боротьба, до 74 кг        | AC    |
| Літні Олімпійські ігри 1984 | Колумбія | греко-римська боротьба, до 74 кг | AC    |
| Літні Олімпійські ігри 1992 | Колумбія | вільна боротьба, до 74 кг        | 11    |

### Виступи на Панамериканських чемпіонатах
| Змагання                                   | Збірна   | Вагова категорія                 | Місце  |
| ------------------------------------------ | -------- | -------------------------------- | ------ |
| Панамериканський чемпіонат з боротьби 1987 | Колумбія | греко-римська боротьба, до 74 кг | 5      |
| Панамериканський чемпіонат з боротьби 1992 | Колумбія | вільна боротьба, до 74 кг        | Золото |

### Виступи на Панамериканських іграх
| Змагання                  | Збірна   | Вагова категорія                 | Місце |
| ------------------------- | -------- | -------------------------------- | ----- |
| Панамериканські ігри 1975 | Колумбія | греко-римська боротьба, до 74 кг | 5     |
| Панамериканські ігри 1987 | Колумбія | греко-римська боротьба, до 74 кг | 5     |

### Виступи на Боліваріанських іграх
| Змагання                 | Збірна   | Вагова категорія          | Місце  |
| ------------------------ | -------- | ------------------------- | ------ |
| Боліваріанські ігри 1973 | Колумбія | вільна боротьба, до 74 кг | Бронза |